# Association of Football Statisticians
De Association of Football Statisticians (Nederlands: Vereniging van voetbalstatistici), kortweg AFS, is een Britse organisatie, die sinds 1978 zowel in eigen land als in de rest van de wereld voetbalstatistieken verzamelt en bijhoudt. De AFS doet dit onder andere in opdracht van de FIFA wereldwijd, en de FA en PFA in eigen land. Ook levert men statistieken aan de media en andere organen, bijvoorbeeld aan de spellenindustrie en academische instanties.
Men bracht in het begin een maandelijkse nieuwsbrief uit onder de naam The Football Experts. Al snel groeide dit uit tot een volwaardig tijdschrift, dat vier keer per jaar werd uitgegeven. Momenteel werkt de AFS aan het Football Genome Project, een project dat als doel heeft alle wedstrijd- en spelersstatistieken sinds de oprichting van het professionele voetbal te bundelen. Daarnaast wordt ook gewerkt aan een uitgebreide fotoverzameling die het gehele voetbal moet omvatten. Verder publiceert de AFS met regelmaat artikelen en lijsten op basis van statistisch onderzoek.